# Steve Jackson Games
La Steve Jackson Games (SJG) è una casa editrice di giochi da tavolo e di ruolo statunitense fondata nel 1980 da Steve Jackson, nota soprattutto per il gioco di carte Munchkin e il gioco di ruolo GURPS.

## Storia

### Inizi
La Steve Jackson Games venne fondata da Steve Jackson nell'ottobre 1980, qualche mese dopo essersi licenziato dalla Metagaming Concept in seguito a discussioni riguardanti i diritti sui giochi da lui creati.
Nel corso dei primi anni di vita la Steve Jackson Games si concentrò nella produzione di miniwargame, contenuti in bustine ziploc 10x18 cm del costo di 3,00 $, e successivamente in pocket box di dimensioni simili.. Uno di questi, Raid on Iran ebbe un discreto successo data la recente crisi degli ostaggi in Iran. Un altro di questi giochi One-Page Bulge (1980) causò invece problemi legali con la Metagaming Concept, dato che questa sosteneva che il gioco era stato inizialmente proposto da loro. La causa si estese anche riguardo alla proprietà di altri due wargame, G.E.V. e Ogre e venne chiusa il 17 novembre 1981 con un accordo che dava la piena proprietà dei tre giochi alla Steve Jackson. Giochi degni di nota pubblicati nei primi anni sono Car Wars (1981), un gioco di combattimento tra auto che per un lungo periodo fu uno dei principali prodotti della Steve Jackson, Illuminati, un gioco di controllo cospirativo.
Nel 1981 pubblica il gioco di ruolo dal vivo Killer e nel 1984 un altro gioco di ruolo, l'umoristico Toon di Greg Costikyan, ma sarà nel 1985 che verrà pubblicato per la prima volta un prodotto legato al suo principale gioco di ruolo, GURPS. Già nel 1981 Steve Jackson aveva pensato di produrre un gioco di ruolo universale adatto a qualunque ambientazione, ma il tempo necessario a gestire i prodotti legati a Car Wars gli avevano impedito di potercisi dedicare. Alla chiusura della Metagaming Concept nel 1983 tentò di riacquistare i diritti del suo vecchio gioco The Fantasy Trip, ma rinunciò ritenendo la cifra richiesta di 250000 $ troppo alta.

### GURPS
L'idea di un gioco di ruolo universale si concretizzò in GURPS (Generic Universal Role Playing System). Il gioco venne annunciato nel 1983, ma un primo prodotto venne pubblicato solo all'Origins 1985, con il titolo Man to Man: Fantasy Combat from GURPS. Questo prodotto conteneva solo il sistema di combattimento che farà parte del GURPS vero e proprio, che venne pubblicato come set in scatola all'Origins 1986, seguito da una seconda edizione l'anno dopo. Il nuovo sistema venne supportato da supplementi generici dedicati a ambientazioni generali, come GURPS Horror (1987), GURPS Space (1988), ec... e da una rivista dedicata Roleplayer. Oltre ai supplementi generici vennero pubblicate ambientazioni su licenza, come GURPS Conan (basata sul mondo di Conan il barbaro), GURPS Wild Cards (basata sull'ambientazione dei romanzi supereroistici curati da George R. R. Martin) o GURPS Humanx (basata sui romanzi del Ciclo del Commonwealth di Alan D. Foster). Nel 1988 viene pubblicata una terza edizione del manuale base.

### Il raid del Servizio Segreto
Nel 1989 la situazione finanziaria della Steve Jackson era molto grave. La SJG aveva infatti accumulato debiti per un valore di circa 90 000 $, di cui 60 000 $ in tasse non pagate. L'anno successivo subì inoltre un raid del Servizio Segreto statunitense (uno dei numerosi corpi di polizia statunitensi, specializzato nella lotta alla contraffazione valutaria e ai reati informatici, nonché nella protezione della persona del Presidente degli Stati Uniti d'America e che, nonostante il nome, non si occupa di spionaggio).
Nel corso di una indagine contro hacker e cracker, il Servizio Segreto perquisì la casa di Loyd Blankenship, assunto l'anno prima dalla Steve Jackson Games. Ipotizzando che questi lavorasse come programmatore alla Steve Jackson Games, e che la stesse istruendo in tecniche di hacking (entrambe supposizioni errate) il 1º marzo 1990, il Servizio Segreto perquisì anche la sede della Steve Jackson Games e credendo che il manuale in corso di preparazione dello stesso Blankeship, GURPS Cyberpunk, fosse un manuale di hacking (era in realtà un nuovo supplemento per GURPS), sequestrò quasi tutti i computer, documenti e dati della Steve Jackson Games. Parte del materiale venne restituito il 26 marzo, il rimanente il 21 giugno dello stesso anno..
Le conseguenze congiunte dell'ammanco di cassa e del raid fecero quasi fallire la Steve Jackson Games, metà degli impiegati (8 su 18) dovettero essere licenziati e solo anni dopo la ditta si riprese dalle sue conseguenze.
La Steve Jackson fece causa al Servizio segreto con il supporto economico dell'appena nata Electronic Frontier Foundation. All'inizio del 1993 il giudice decise in favore della Steve Jackson, condannando il Servizio Segreto a pagare oltre 50 000 $ di danni e 250 000 $ di spese legali.. Il manuale di GURPS Cyberpunk venne rimesso insieme da vecchi backup, estratti di revisioni e dai commenti degli utenti e pubblicato con un bollino in copertina che vantava "The book that was seized by the U.S. Secret Service!".

### Anni novanta
La crisi economica in cui si trovava la Steve Jackson Games la obbligò a tagliare le linee meno redditizie, quindi venne interrotta la produzione di avventure per GURPS, concentrandosi piuttosto sulla produzione di ambientazioni storiche, per esempio GURPS China (1991) o GURPS Middle Ages I (1992) e supplementi generici, come GURPS Psionic (1991) o GURPS Vehicle (1993). A partire dal 1993 pubblica, su licenza della White Wolf, le versioni GURPS del Mondo di Tenebra, cominciando con GURPS Vampire (1993), ma in seguito ad alcune discussioni l'accordo fallì rapidamente e l'anno dopo viene pubblicato l'ultimo di questi manuali, GURPS Mage. nel 1994 viene inoltre pubblicata la terza edizione rivista di GURPS ed anche qui l'avventura che era contenuta nell'edizione precedente viene sacrificata per lasciar maggiore spazio alle regole.
Nei primi anni novanta venne inoltre interrotta la produzione di giochi da tavolo e lentamente ridotta la produzione di supplementi per Car Wars, ma già nel 1994, la Steve Jackson Games entra nel campo dei giochi di carte collezionabili pubblicando Illuminati: New World Order (INWO), ottenendo un ottimo successo di vendite, ma ritirandosi prima del crash del mercato dei giochi collezionabili.
Nel 1997 viene aperta la nuova linea di giochi di ruolo In Nomine, basata sull'adattamento di un gioco di ruolo francese, che pur ottenendo un discreto successo, venne comunque chiusa tre anni più tardi a causa del ridursi del mercato per giochi di ruolo indipendenti in seguito all'avvento del d20 System..
Nel 1998 viene tentato la produzione di un supplemento solo in PDF, GURPS Russia, ritenendo che il mercato per esso fosse abbastanza limitato. Il fatto che fosse acquistabile solo online dal sito della Steve Jackson Games, causò tensioni sia con i negozianti che con gli appassionati, ma il manuale ebbe comunque un buon successo e successivamente venne pubblicato anche in forma fisica nei soliti canali distributivi. L'esperimento non venne ripetuto come tale, ma portò comunque all'apertura nel 1999 del negozio online Warehouse 23, che qualche tempo dopo iniziò a proporre manuali in esclusiva.
Nel 1998 inizia la pubblicazione della linea GURPS Traveller su licenza della Far Future Enterprise, supportata da numerosi supplementi e dalla rivista online Journal of the Travellers' Aid Society. Nel 1998 viene pubblicato GURPS Lite, una versione condensata in 32 pagine delle regole di GURPS, che viene offerta sia in scarico gratuito, sia abbinata ad alcuni supplementi, come GURPS Discworld (1998), GURPS WWII (2001) o Hellboy (2002) in modo da non obbligare all'acquisto del manuale base e rendendo più accessibile l'acquisto di questi manuali. Inoltre a partire dal 2001 viene lasciata cadere la parola "GURPS" dal titolo dei supplementi, inserendo piuttosto la scritta "Powered by GURPS". L'Amarillo Design Bureau pubblica a sua volta il proprio gioco di ruolo Prime Directive usando il regolamento di GURPS, su licenza della Steve Jackson Games.

### Dal periodo d20 System in avanti
L'esplosione del d20 System nel 2000 e la riduzione del mercato per tutti i produttori di altri sistemi, unita probabilmente alla chiusura delle linee di In Nomine e INWO senza una corrispondente riduzione del personale, aveva mandato in perdita i conti dell'azienda. Situazione che però emerse solo con un anno di ritardo, a causa della negligenza di un contabile nel produrre un resoconto comprensivo della situazione. Comunque dopo una riduzione del personale, 13 licenziamenti su una quarantina di dipendenti, nel luglio 2001 la Steve Jackson Games si riprese economicamente.
Pur continuando a pubblicare materiale per il proprio sistema di gioco, vengono anche pubblicati alcuni prodotti legati per il d20 System, nel 2000, una linea di mappe e pedine in cartoncino con quadrettatura sia esagonata (per GURPS), sia sul lato opposto quadrettata con quadretti da un pollice (per giochi d20 System). Viene tentata la pubblicazione di una rivista online, d20 Weekly, chiusa però un anno dopo.
Il mercato dei giochi da tavolo riprende a espandersi, vengono pubblicate nuove edizioni dei giochi classici e nel 2001 un nuovo gioco di carte, Munchkin che parodia i giochi di ruolo. Questo nuovo gioco è un immediato successo, che supportato da numerosi supplementi gradatamente diventa uno dei prodotti principali della Steve Jackson Games, contando alla fine del 2003 per un 30% del fatturato.
Nel 2004 viene pubblicata una completa revisione del regolamento di GURPS e pubblicata la quarta edizione a cura di Sean Punch e David L. Pulver, la nuova edizione viene immediatamente supportata da nuove edizioni dei manuali supplementari, ma la loro pubblicazione viene gradatamente spostata dal formato fisico a quello digitale per la pubblicazione su e23, un negozio online di pdf aperto dalla Steve Jackson Games nel 2005.

## Riviste
Nel corso della sua esistenza la Steve Jackson Games ha pubblicato diverse riviste dedicate al gioco:
- The Space Gamer: acquistata dalla Metagaming Concept nel 1980, dedicato inizialmente ai wargame, si espanse a coprire i giochi di ruolo.[16] Nel 1983 venne diviso in due riviste Space Gamer e Fantasy Gamer, ma dopo un anno l'esperimento venne interrotto e tornò alla singola rivista Space Gamer. Venduta alla Diverse Talent nel 1985.[7]
- Autoduel Quaterly: pubblicata a partire dal 1983, dedicata a Car Wars[16] e chiusa nel 1992.[17]
- Fire & Movement: acquistata dalla Baron Publishing nel 1982[16] e dedicata ai wargame. Venduta alla Diverse Talent nel 1985.[7]
- Roleplayer: una newsletter dedicata a GURPS pubblicata a partire dal febbraio 1986, che divenne una rivista dal 1989[18], terminata nel 1993.[14]
- Pyramid: pubblicata a partire dal maggio 1993, una rivista dedicata ai giochi di ruolo in generale. L'edizione cartacea venne chiusa con il numero 30 di marzo-aprile 1998 e venne trasformata in una rivista online accessibile su abbonamento.[14] Nel 2008 la versione HTML della rivista venne chiusa e riaperta come pubblicazione in PDF.[19]

## Giochi pubblicati
Al 2011 la linea principale di prodotti della Steve Jackson Games in termini di vendite è il gioco di carte Munchkin, che genera oltre l'80% del fatturato, seguito dai prodotti della linea del gioco di ruolo GURPS.

### Giochi di carte
- Aldo Ghiozzi, Philip Reed (1981). Battle Cattle The Card Game, un gioco di carte compatibile con il gioco di carte Car Wars, basato sul wargame tridimensionale Battle Cattle .
- Greg Hyland, Philip Reed (1984). Burn In Hell, un gioco semisatirico incentrato sulla collezione di "circoli" delle anime di personalità storiche e contemporanee che condividono caratteristiche comuni.
- Creede Lambard, Sharleen Lambard, (1991). Car Wars: The Card Game, un gioco di carte basato sul wargame tridimensionale Car Wars.
- Jon Darbro (1999). Chez Geek, una parodia della cultura Geek, che ha generato molte espansioni (Chez Goth, Chez Greek, Chez Grunt, Chez Guevara, Chez Cthulhu) e spinoff:
  - Steve Jackson (2001). Chez Dork, gioco di carte incentrato sui personaggi del fumetto Dork Tower, che collezionano gli oggetti che li ossessionano.
- James Ernest, Mike Selinker (2006). Cowpoker, gioco di carte parzialmente basato sulle meccaniche del poker, ambientato nei ranch del Far West.
- Steve Jackson (2006). Dino Hunt, gioco di carte in cui i giocatori viaggiano nel tempo per catturare dinosauri. Le carte sono illustrate con disegni accurati e dati scientifici su oltre un centinaio di dinosauri.
- Steve Jackson (1983). Illuminati, un gioco di cospirazioni in competizione per il controllo del mondo, basato sulla Trilogia degli Illuminati di Robert Anton Wilson e Robert Shea. Originariamente pubblicato nel formato microgame, seguito da tre espansioni tra il 1983 e il 1985. Successivamente ripubblicato nel 1987 in una scatola comprendente il gioco originale e le prime due espansioni come Deluxe Illuminati, seguito dalle espansioni Illuminati: Y2K (1999), Illuminati: Brainwash (2001, ristampa della terza espansione della versione in microgame), e Illuminati: Bavarian Fire Drill (2007). Vincitore del Charles S. Roberts Award come Best Science-Fiction Board Game 1982[20].
- Steve Jackson (1994). Illuminati: New World Order, gioco di carte collezionabile basato su Illuminati, seguito dall'espansione INWO Subgenius (1998) giocabile anche a sé stante.
- Steve Jackson (2004). Illuminati Crime Lords, una variante del meccanismo di Illuminati in cui i giocatori controllano capi mafiosi in competizione per il controllo della città.
- Tadaaki Kawahito, Hitoshi Yasuda (20023. King's Blood, traduzione di un gioco di carte giapponese originariamente pubblicato dalla Kadokawa Shoten.
- James Ernest (2008). Lord of the Fries, un gioco di zombie che tentato di mettere insieme un ordine in un fast food. Originariamente pubblicato nel 1998 dalla Cheapass Games. Nominato agli Origins Award 1998 come Best Traditional Card Game.
- Steve Jackson (2001). Munchkin, un gioco di carte che parodia lo stile di gioco hack-and-slash con decine di spinoff e espansioni. Vincitore dell'Origin Awards 2001 come Best Traditional Card Game.
- Steve Jackson (2003). Ninja Burger, un gioco basato sul sito Ninja Burger.
- Steve Jackson, Fade Manley, Giles Schildt (2005). Space Pirate Amazon Ninja Catgirls, gioco di carte leggero in cui donne gatto al comando di astronavi competono per il bottino. Illustrato da Phil Folio.
- Jason Wittman (2003), un gioco di carte in cui i giocatori devono liberarsi della loro mano di carte, con un tema basato su Halloween.

### Giochi da tavolo
- Tom Wham (1988). The Awful Green Things From Outer Space, originariamente pubblicato dalla TSR nel 1979.
- Steve Jackson (1983). Battlesuit, spin-off di Ogre e G.E.V. di combattimento tra fanterie che indossano tute potenziate, ispirate dal romanzo Fanteria dello Spazio di R.A. Heinlein.
- Chad Irby, Steve Jackson (1981). Car Wars, wargame tridimensionale di combattimenti tra automobili armate e corazzate. Furono pubblicati numerosi supplementi e una rivista dedicata Autoduel Quaterly.
- Steve Jackson, Philip Reed (20039. Dork Tower, un gioco fantasy ambientato nel mondo del fumetto Dork Tower.
- Russell Godwin, Philip Reed (2001). Frag, gioca da tavolo che simula uno sparatutto in prima persona.
- Joseph McEvoy (2004). GreedQuest, gioco leggero che simula un'incursione in un sotterraneo per arraffarne il bottino.
- Steve Jackson (1992). Hacker, un gioco da tavolo in cui i giocatori sono hacker che cercano di controllare sistemi informatici. Ispirato dal raid del 1990 del Servizio Segreto statunitense e vincitore dell'Origins Award 1992 per il Best Modern-Day Boardgame.[21], seguito nel 1993 dall'espansione Hacker II: The Dark Side.
- Pierre Clequin, Bruno Faidutti (1994). Knightmare Chess, una variante degli scacchi che permette di giocare delle carte per cambiare l'azione. Traduzione del gioco francese Tempête sur l'Echiquier pubblicato dalla Ludodelire.
- B. Dennis Sustare (1980). Kung Fu 2100, un semplice gioco di combattimento in cui ogni giocatore controlla un esperto di arti marziali che cerca di penetrare nel laboratorio di uno scienziato pazzo. Originariamente pubblicato sul numero 30 della rivista Space Gamer.
- Steve Jackson (2008). Munchkin Quest, variante da tavolo del gioco di carte Munchkin.
- Mark Goadrich, Brett Myers (2009). Nanuk, gioco da tavolo di scommesse e bluff, incentrato su cacciatori Inuit.
- Steve Jackson (1980). Ogre, wargame futuristico in cui un giocatore controlla un super carro armato intelligente. Originariamente pubblicato dalla Metagaming Concepts nel 1977.
- Steve Jackson (1982). Ogre: G.E.V., spin-off di Ogre incentrato su combattimenti futuristici tra fanterie "convenzionali", artiglieria e unità corazzate. Pubblicato originariamente dalla Metagaming Concept nel 1978.
- Steve Jackson (1980). One Page Bulge, simulazione dell'offensiva delle Ardenne nel 1944.
- Francis K. Lalumiere (2001). Proteus, variante degli scacchi che usa i dadi per rappresentare le normali pedine.
- Steve Jackson (1984). Shockwave, un set di espansione per Ogre/G.E.V. con nuove unità e una nuova mappa.
- Philip duBarry (2009). Revolution, un gioco di scommesse alla cieca per il controllo di un'area, originariamente pubblicato in francese dalla "Revolution Games" nel 2007.
- Tom Wham (2004). Snits, ristampa di due giochi, Snit's Revenge e Snit Smashing, originariamente pubblicati dalla TSR nel 1977.
- David Ladyman (1987). Star Traders, gioco in cui i personaggi gareggiano per essere i primi a consegnare i carichi.
- Klaus Westerhoff (2008). The Stars are Right, gioco da tavolo in cui i giocatori tentano di cambiare una mappa 5×5 formata da tessere, mediante usando le proprie carte e guadagnando punti vistoria formando costellazioni di simboli.
- Mark Ahlquist, Brian Stormont (2003). Strange Synergy, un gioco in cui squadre di guerrieri lottano con un insieme di poteri differenti a ogni partita..
- Jason Wittman (1999). Tile Chess, variante per più giocatori degli scacchi, che può essere giocata senza scacchiera.
- Marco Maggi, Francesco Nepitello (2001). X-Bugs, gioco delle pulci in versione futuristica.

### Giochi di ruolo
- Steve Jackson (1986). GURPS, gioco di ruolo generico e universale, arrivato alla quarta edizione e supportato da decine di supplementi per ogni possibile ambientazione.
- Derek Pearcy (1997). In Nomine, gioco di ruolo in cui i giocatori interpretano angeli o demoni, basato sul gioco di ruolo francese In Nomine Satanis / Magna Veritas (1989) di Croc.
- Steve Jackson (1982). Killer, gioco di ruolo dal vivo.
- Andrew Hackard, Steve Jackson (2003). Munchkin RPG, una serie di supplementi d20 System basati sul gioco di carte Munchkin.
- Greg Costikyan (1984). Toon, gioco di ruolo sui cartoni animati stile Looney Tunes.
- David L. Pulver (2002). Transhuman Space, un'ambientazione nel futuro prossimo per GURPS.
- Loren K. Wiseman (1999). Traveller, versione GURPS della popolare ambientazione di fantascienza, su licenza della Far Future Enterprise.
- David Brin, Steve Jackson. Tribes, gioco di ruolo in cui i giocatori interpretano uomini delle caverne che cercano di sopravvivere e allevare la propria discendenza.

### Miniature
- Sono state prodotte miniature per Ogre e G.E.V.
- Cardboard Heroes, linea di miniature in cartoncino che la Steve Jackson ha prodotto fin dal 1980.

### Giochi di dadi
- Cthulhu Dice, gioco con dadi personalizzati in cui ogni faccia mostra un simbolo legato ai miti di Cthulhu. Ogni giocatore cerca di rimanere l'ultima persona sana di mente in gioco.
- Zombie Dice, gioco con dadi personalizzati. Lo scopo è accumulare cervelli senza farsi sparare.